# Miholjače
Miholjače (cyr. Михољаче) – wieś w Bośni i Hercegowinie, w Republice Serbskiej, w gminie Gacko. W 2013 roku liczyła 604 mieszkańców.